# Casa della Pietà
La Casa della Pietà è un edificio civile che si affaccia con il suo prospetto principale su piazza dei Signori, a Verona.

## Storia e descrizione
Lungo il lato ovest di piazza dei Signori, comprese tra la Loggia del Consiglio e la Domus Nova, vi dovevano essere fin dal Medioevo una serie di abitazioni, forse in origine di proprietà degli Scaligeri ma poi passate alla Camera Fiscale. Maggiore testimonianze si hanno a partire dal 1407, quando i documenti attestano che le abitazioni erano in parte di proprietà del notaio Tommaso di Montalbano e in parte di Leone dei Confalonieri, mentre successivamente tutto il caseggiato fu venduto al nobile Galasso Pio da Carpi per la cifra di 314,5 ducati d'oro. A quel tempo il piano terra era destinato a fondaci e botteghe, mentre nel 1490 gli edifici erano ormai divenuti di proprietà della Casa della Pietà: fu verosimilmente intorno a quell'anno che furono ristrutturati e la facciata assunse il sobrio aspetto rinascimentale attuale.
Al centro della facciata è presente un'edicola in pietra, che reca il bassorilievo di una donna seduta che tiene in mano una bandiera, su cui è incisa la frase «Fide et Charitate in aeternum non deficiam». La tradizione vuole che questa figura rappresenti Verona che riposa, sicura della protezione della Repubblica di Venezia, e che sia la copia di un quadro che due ambasciatori veronesi portarono a Venezia nel 1675.